# Tim Bogert
John Voorhis " Tim " Bogert III  (27. august 1944 – 13. januar 2021) var en amerikansk musiker . Han dimitterede fra Ridgefield Memorial High School i sin hjemby Ridgefield, New Jersey, i 1963. Som basguitarist og vokalist var han bedst kendt for sin stærke vokal og sine hurtige løb, flydende smidighed og banebrydende lyd på sin Fender Precision-bas. Han var en af pionererne til at bruge forvrængning på sin basguitar, for at opnå en skarp kant. Han var en hyppig samarbejdspartner med trommeslageren Carmine Appice ; duoen optrådte i bands som Vanilla Fudge,  Cactus og power-trioen Beck, Bogert &amp; Appice . 
Tim efterlader sin kone, Veda Vaughn Bogert, der bor i Simi Valley, Californien. Han havde en søn, hans eneste barn, John Voorhis Bogert IV kendt som Freddy, der bor i Honolulu med sin kone Kerri og datter, Lylah.
Vanilla Fudge blev dannet af Tim Bogert sammen med Mark Stein, Vince Martell og Carmine Appice . Det indspillede fem albums i årene 1967–69, inden det blev opløst i 1970. Bandet har genforenet sig i forskellige konfigurationer gennem årene. 
I 1970 dannede Bogert hardrockbandet Cactus  med trommeslager Carmine Appice, guitaristen Jim McCarty og hovedvokalisten Rusty Day . Han spillede derefter med guitaristen Jeff Beck, efter at den anden Jeff Beck Group var opløst i 1972 og til blev hereftermedlem af power trioen Beck, Bogert &amp; Appice sent i 1972. Som medlem af Jeff Beck Group turnerede i han Europa, Japan og USA fra januar 1972 til januar 1974. I slutningen af 1975 spillede han basguitar på Bo Diddleys ' The 20th Anniversary of Rock' n 'Roll all-star album.
Bogert tilsluttede sig herefter Bobby and the Midnites, et musikalsk sideprojekt, dannet af guitarist og vokalist Bob Weir fra The Grateful Dead . På trods af en turné med gruppen, forlod Bogert denne før udgivelsen af bandets album og han blev erstattet af Alphonso Johnson . Derefter blev han medlem af den britiske gruppe Boxer og spillede med på deres sidste album " Absolut " i 1977 - han havde medforfatterkreditter på tre numre på dette album.
I 1981 turnerede Bogert med guitaristen Rick Derringer og udgav sammen med denne et album Progressions . Han indspillede sit andet soloalbum Master's Brew i 1983 og indspillede Mystery med Vanilla Fudge i 1984. I 1981 blev Bogert fakultetsmedlem ved Musicians Institute i Hollywood. I 1993 arbejdede han sammen med den japanske guitarist Pata og indspillede albummet Pata . 
I begyndelsen af 1999 anerkendte Hollywood Rock Walk of Fame Tim Bogerts bidrag til rockhistorien.  Senere i 1999 arbejdede Bogert med Triality og Shelter Me . I 2000 dannede Bogert og Carmine Appice power trioen DBA med Rick Derringer og turnerede med Vanilla Fudge .
I 2010 indspillede Bogert, med Mike Onesko på guitar og sang og Emery Ceo på trommer (begge fra Blindside Blues Band) Big Electric Cream Jam, en 10-spors live hyldest til Cream Live på The Beachland Ballroom Euclid Ohio. 
I begyndelsen af 2014 sluttede Bogert sig til hardrockbandet Hollywood Monsters, hvor han spillede med på albummet Big Trouble (på tre numre), der blev udgivet i 2014 på Mausoleum Records . Albummet er indspillet med Steph Honde på vokal og guitar, Vinny Appice på trommer, Don Airey på keyboards og Paul Di'Anno på lead vokal på bonussporet. 

## Privat
I 2010 trak Bogert sig "modvilligt" fra turné på grund af en motorcykelulykke. Han døde den 13. januar 2021 på grund af kræft. 